# Cheilinus nigropinnatus
 Cheilinus nigropinnatus és una espècie de peix de la família dels làbrids i de l'ordre dels perciformes. Poden assolir fins a 8 cm de longitud total.
Es troba des del Mar Roig fins a les Illes Marqueses, les Illes Ryukyu, el sud de la Gran Barrera de Corall i Nova Caledònia.